# Litopenaeus setiferus
Litopenaeus setiferus är en kräftdjursart som först beskrevs av Carl von Linné 1767.  Litopenaeus setiferus ingår i släktet Litopenaeus och familjen Penaeidae. Inga underarter finns listade i Catalogue of Life.

## Bildgalleri

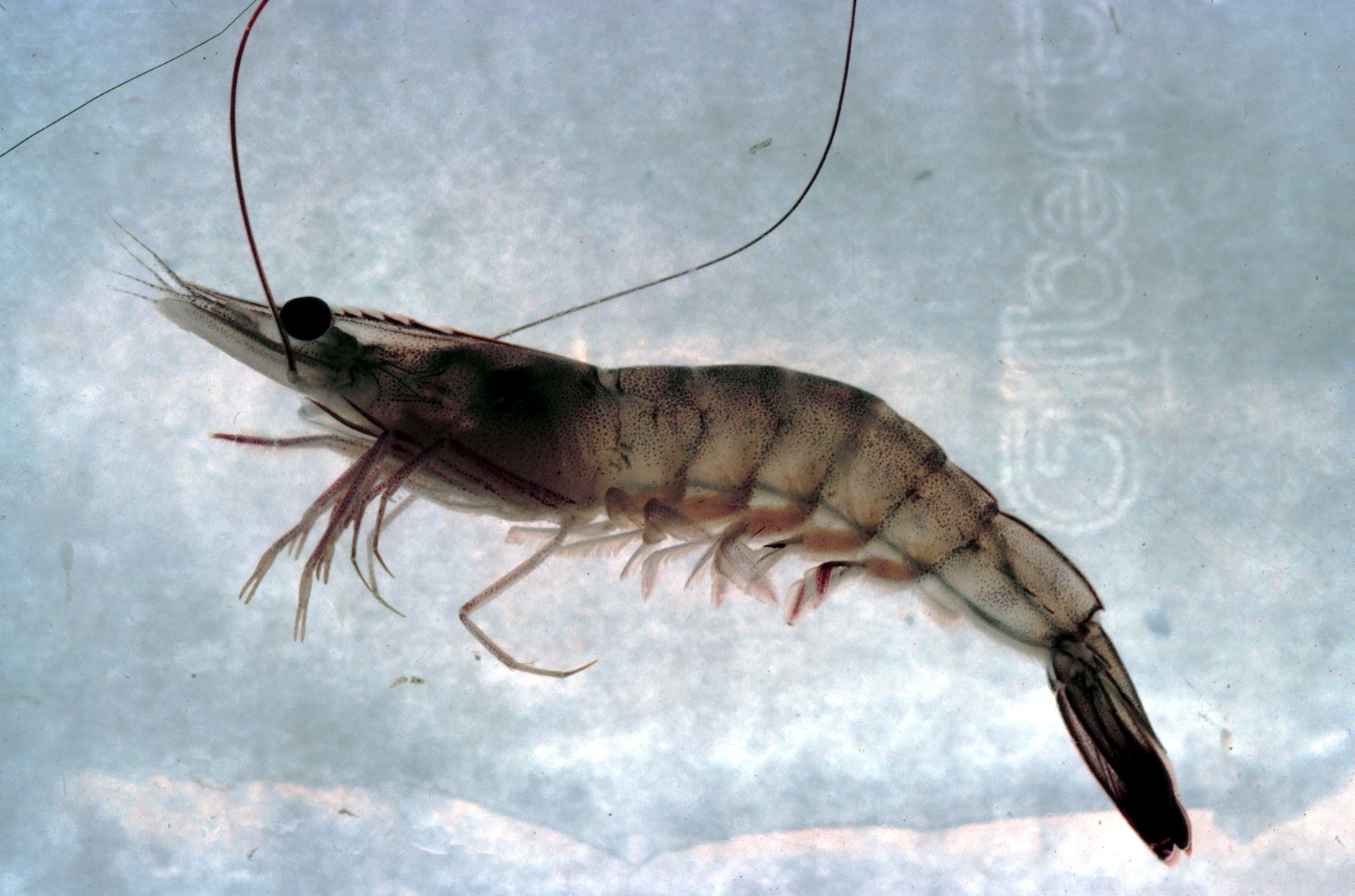
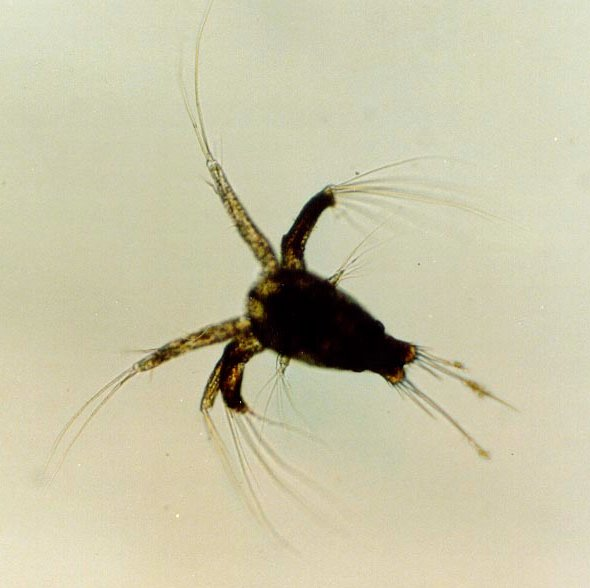